# Буксгевден, Иван Филиппович
Иван Филиппович Буксгевден [нем. Johann Friedrich von Buxhoeveden; 1774 — 26 августа (7 сентября) 1812, Бородинское сражение — полковник, командир Астраханского гренадерского полка, герой Бородинского сражения.

## Биография
Старший сын полковника Филиппа-Иоганна фон Буксгевдена (1748—1790) и баронессы Катарины-Кристины-Беаты фон Мальтиц (1751—1824). Образование получил в Пажеском корпусе, из которого выпущен 1796 году в гвардию поручиком.
Принимал участие в кампании 1806—1807 годов в Восточной Пруссии и 20 июня 1808 года, в чине полковника, за отличие в делах против Наполеона награждён орденом св. Георгия 4-й степени (№ 856 по кавалерскому списку Судравского и № 1949 по списку Григоровича — Степанова).
25 сентября 1807 года назначен шефом Воронежского мушкетёрского (впоследствии 37-го егерского) полка, а 9 ноября того же года получил в командование Астраханский гренадерский полк.
Во главе этого полка Буксгевден принимал участие во многих сражениях начального этапа Отечественной войны 1812 года. Во время Бородинского сражения Астраханский полк находился в резерве, и когда Багратион выдвинул 2-ю гренадерскую дивизию для контр-атаки Семёновских флешей, на которые к тому времени уже ворвались французы, Буксгевден возглавил колонну Астраханского полка и был убит во время рукопашной схватки. М. И. Кутузов в реляции после сражения писал:
Астраханского гренадерского полку полковник Буксгевден, несмотря на полученные им три тяжкие раны, пошёл ещё вперёд и пал мёртв на батарее с многими другими храбрыми офицерами.

### Семья
Согласно генеалогическим источникам, у Буксгевдена были младшие сёстры и брат:
- Гедвига-Юлиана-Елизавета (1778 — ?)
- Гертруда-Шарлотта-Отилия (1779—1856) - по мужу фон Эттинген
- Екатерина (1783—1856)
- Петер — инженерный капитан

В 1806 году женился на баронессе Анне-Доротее (Карловне) фон Арпсгофен (1786 — ?). В 1809 году родился сын Вольдемар-Аркадий.